# Hole
Hole (с англ. — «Дыра») — американская альтернативная рок-группа, основанная в 1989 году Кортни Лав и Эриком Эрландсоном.

## История

### Начало
В 1989 году Кортни Лав, до этого игравшая в ряде недолговечных проектов и появлявшаяся в качестве кратковременного участника в Faith No More и Babes in Toyland, дала в местный фэнзин объявление: «Хочу собрать группу. Влияния: Sonic Youth, Big Black и Fleetwood Mac». На него откликнулся гитарист Эрик Эрландсон. Изначально Кортни планировала назвать группу Sweet Baby Crystal Powered By God («Милая крошка Кристал, ведомая Богом»), но впоследствии выбрала название Hole — по её словам, по строчке из трагедии Еврипида «Медея». Первая репетиция новообразованной группы состоялась в голливудской Fortress Studios с соседкой Кортни Лизой Робертс на басу; немного позднее в состав ансамбля вошла барабанщица Кэролайн Рю. Некоторое время в группе был и третий гитарист, Майк Гейсбрехт. К началу 1990 года Робертс и Гейсбрехт покинули группу, и новой басисткой Hole стала Джил Эмери.
В 1990 году Hole записали свой первый сингл, «Retard Girl», за которым последовал «Dicknail», вышедший на Sub Pop. В 1991 году группа заключила с Caroline Records контракт на запись альбома, и Кортни Лав написала Ким Гордон письмо с просьбой стать их продюсером, приложив к нему копии их ранних синглов и заколку Hello Kitty. Гордон согласилась, и в августе того же года вышел спродюсированный ею совместно с Доном Флемингом дебютный полноформатный альбом Hole Pretty on the Inside. На тот момент для Hole было характерно тяжёлое, абразивное звучание c грайндкоровыми и No Wave-влияниями, c активным использованием педалей эффектов и «соник-юсовских гитарных настроек». В лирическом отношении альбом отличался экспрессивной «физиологичной» образностью, а тексты вращались вокруг тем насилия, сексизма, противостояния «подлинного» и «искусственного», «красивого» и «уродливого». Критики встретили альбом с одобрением: так, Spin сравнил его с Horses Патти Смит и дебютными пластинками Ramones и Television, добавив, что «такие песни, как „Teenage Whore“, могут показаться не более чем хаотичными, перегруженными шумом гневными тирадами, но под этим шумом скрываются на удивление яркие мелодии». The Village Voice назвал его альбомом года. Hole выступают в крупных рок-клубах, включая CBGB и Whisky a Go Go, гастролируют с Mudhoney в качестве открывающей группы.

### Live Through Thisи коммерческий успех
В 1992 году Кортни Лав вышла замуж за фронтмена Nirvana Курта Кобейна. К этому моменту она уже около двух месяцев была беременна его ребёнком, и в связи с этим концертная деятельность группы скоро была приостановлена. В этот период Кортни и Эрик Эрландссон начинают работать над набросками материалов к будущему альбому. На этот раз Кортни берёт курс в сторону более мелодичного, гранж-ориентированного поп-рока, что вызывает разногласия в группе; в результате из состава выходит басистка Джил Эмери, за ней следует барабанщица Кэролайн Рю. В апреле к группе присоединяется барабанщица Патти Шемель, но нового басиста за весь год так и не нашлось. Несмотря на это, в конце 1992 года Hole были подписаны на сублейбл Geffen Records, DGC. При записи их нового сингла, «Beautiful Son», роль басиста исполнил продюсер Джек Эндино, а на би-сайде «20 Years in the Dakota» на басу играла сама Кортни.
Наконец, в конце весны — начале лета 1993 года в состав группы входит новая басистка — Кристен Пфафф из миннеаполисской нойз-роковой группы Janitor Joe. Осенью группа приступает к записи своего второго альбома, получившего название Live Through This. Здесь Hole окончательно отходят от экспериментов с шумовыми эффектами и диссонирующими гармониями в пользу более прямолинейного рок-стиля, благодаря чему музыканты смогли сосредоточиться на мелодиях и текстах. На лирическую тематику Live Through This сильно повлияли события в личной жизни Лав: рождение ребёнка, войны с правоохранительными органами (певицу пытались лишить родительских прав по обвинению в употреблении наркотиков во время беременности), стихийно развернувшаяся против неё кампания в прессе, а также подъём третьей волны феминизма и движения Riot Grrrl (с участницами которого, впрочем, её связывали сложные взаимоотношения). Альбом включает в себя как энергичные рок-песни, так и плавные, печальные баллады.
К началу апреля альбом был готов к выходу, но как раз в этот момент произошла трагедия: Курт Кобейн, чьи отношения с женой и психологическое состояние за последние месяцы сильно ухудшились, покончил с собой около пятого числа. Фирме пришлось в спешном порядке править альбом: последней песней на него была включена композиция под заглавием «Rock Star», иронизировавшая над рвущимися к славе молодыми музыкантами и содержавшая строчки: «Хотела бы ты быть Мадонной? (…) Хотел бы ты быть в Nirvana? Говоришь, ты бы скорее умер?», что могло быть сочтено неуважением к покойному. Её заменила «Olympia», сатирическая песня о вашингтонских Riot Grrrl!-активистках. Из-за того, что конверты к пластинкам были на тот момент уже отпечатаны и альбом вышел в свет с оригинальным трек-листом на обложке, эту песню часто путают с «Rock Star».
После смерти Кобейна Hole на протяжении нескольких месяцев не выступали на публике. Тем временем Live Through This поднимался в чартах всё выше и постепенно достиг платинового статуса. Реакция критиков была преимущественно приветственной — вплоть до восторженности: Rolling Stone назвал его «самым мощным выплеском женской мятежности, когда-либо записанным на плёнку», Spin дал ему редкий рейтинг в 10/10 и присудил звание «альбома года». New Musical Express описал Live Through This как «очень личную, но при этом скрытную и уклончивую трэш-поп-оперу об урбанистическом нигилизме и горячечных глупостях». В среде фанатов гранжа начинают ходить слухи о том, что автором всех песен с Live Through This якобы был Курт Кобейн; это отрицают и сами Hole, и звукоинженеры, присутствовавшие при записи альбома, и знакомые Курта и Кортни.
В июне 1994 года состоялась вторая трагедия: Кристен Пфафф погибла в результате героиновой передозировки. К этому моменту группа уже начинала строить некоторые планы относительно возвращения на сцену, и музыкантам пришлось срочно искать нового басиста. Им стала Мелисса Ауф дер Маур, которую Кортни нашла через своего экс-бойфренда времён начала 90-x и хорошего знакомого Билли Коргана из Smashing Pumpkins. В августе на музыкальном фестивале в Рединге состоялось первое шоу Hole в новом составе, которое присутствовавший на концерте Джон Пил назвал «балансирующим на грани хаоса». В конце 1994 и начале 1995 Hole активно гастролируют, выступают на различных фестивалях, появляются в Saturday Night Live и MTV Unplugged. Клип на песню «Doll Parts» номинировался на MTV Video Music Awards.

### Перерыв в деятельности иCelebrity Skin
В 1996 году Кортни Лав получила роль в фильме Милоша Формана «Народ против Ларри Флинта» и в связи с этим взяла перерыв в музыкальной деятельности. Единственной официально выпущенной песней, которую Hole записывают в этот период, становится кавер на «Gold Dust Woman» Fleetwood Mac для саундтрека к фильму «Ворон: Город Ангелов». Тем временем выходят ретроспективные пластинки: EP First Session, представлявший собой запись первой студийной сессии Hole, сборник My Body, The Hand Grenade, включавший себя ранние внеальбомные синглы, би-сайды, демоверсии уже известных песен и концертные записи. По замыслу музыкантов, сборник должен был наглядно проиллюстрировать процесс перехода от тяжёлого нойз-рока Pretty on the Inside к мелодичному гранжу Live Through This, контраст между которыми казался тогда слишком разительным.
В 1997 году Hole, наконец, приступают к работе над третьим альбомом, в этом им содействует Билли Корган. Альбом получает название Celebrity Skin и выходит в октябре 1998. На этот раз группа практически полностью избавилась от своих изначальных нойз-роковых и панк-роковых влияний: альбом был выдержан в стилистике пауэр-попа и отличался гладким, «радиоформатным» звучанием. Хотя её имя указано в выходных данных, Патти Шемель не участвовала в записи: её по настоянию продюсера заменили сессионным барабанщиком. После этого Патти покинула группу. Позднее Кортни и Эрик Эрландссон публично раскаивались в том, что допустили это.
Как и его предшественник, альбом стал платиновым (заглавный сингл с него стал единственным за всю историю Hole #1 в Billboard) и в целом был доброжелательно встречен критиками. NME сравнил его с Fleetwood Mac классического периода, Spin дал ему 9/10 баллов и назвал «великолепной поп-записью». Тем не менее, встречались и отрицательные отзывы: так, обозреватель Drowned in Sound похвалил отдельные композиции, но назвал альбом в целом «слабой записью, набитой пустыми песнями».
Зимой 1998-99 Hole гастролируют с Marilyn Manson. В том же 1999 году Мелисса Ауф дер Маур уходит из группы, чтобы стать концертной басисткой Smashing Pumpkins. Последний концерт группы состоялся 14 июля Ванкуверe. Официально о распаде Hole было объявлено лишь три года спустя, в 2002 году. После этого Кортни Лав начинает сольную карьеру, Эрик Эрландссон сотрудничает с разными музыкантами в качестве гитариста и продюсера.

### Реформированные Hole иNobody’s Daughter
В 2009 году Кортни Лав неожиданно объявила, что воссоединяет Hole. Мелисса Ауф дер Маур заявила, что ей ничего не было об этом известно, хотя Кортни и приглашала её поработать вместе над сольным альбомом. Эрик Эрландссон добавил, что по условиям имеющегося между ним и Кортни контракта она не имеет права собирать группу без него. Кортни эти заявления проигнорировала. В «новый состав» Hole вошли гитарист Мико Ларкин, басист Шон Дэйли и барабанщик Стю Фишер. В 2010 году группа выпустила альбом Nobody’s Daughter, встретивший смешанные отзывы и активно раскритикованный несколькими изданиями, в частности, Pitchfork Media. В 2011 Лав, Эрландсон, Шемель и Ауф дер Маур появились на презентации документального фильма о Шемель Hit So Hard и отыграли вместе небольшой сет. В 2012 году Кортни объявила, что Hole «больше не существует» и она возвращается к сольной карьере.

### 2013—настоящее: возможный реюнион
Несмотря на совместное выступление на презентации Hit So Hard, отношения бывших участников группы, прежде всего Кортни и Эрика Эрландссона, оставались очень напряжёнными. Тем не менее, в декабре 2013 года Кортни запостила на своей странице в Facebook свежее совместное фото с Эриком Эрландссоном, добавив: «И это только что случилось… 2014 будет очень интересным годом». Второго апреля 2013 года Rolling Stone сообщил, что Hole воссоединяются в классическом составе (Лав, Эрландссон, Ауф дер Маур, Шемель), сославшись на слова Кортни о том, что она «начала репетировать с Патти, Мелиссой и Эриком — просто чтобы поглядеть, что получится». В интервью пятого апреля Кортни высказалась более осторожно: «Ситуация пока очень неустойчивая, ничего может и не получиться, а группа теперь злится на меня [за то, что новости о возможном реюнионе стали достоянием публики]». Первого мая было опубликовано интервью Лав с Pitchfork Media, в котором она сообщила, что воссоединение Hole, возможно, состоится в следующем, 2015 году («но я не хочу обязывать себя [обещанием реюниона], я хочу, чтобы в этом был элемент неожиданности»). Там же она признала, что ей не следовало издавать Nobody’s Daughter как альбом Hole: «Эрик был прав, я вроде как обесценила это название, хотя у меня было право его использовать. Надо было сохранить это название для состава, которого все ждут, и не побояться выпустить альбом под своим именем».
В октябре 2019 года Hole репетировали на Аллее славы, в Голливуде, Лос-Анджелес.
14 марта 2020 года планировалось совместное выступление Кортни Лав и Мелиссы Ауф дер Маур в рамках мероприятия «Titled Bans Off My Body», которое впоследствии было отменено из-за пандемии COVID-19.

## Утеря оригинальных записей
В 2008 году пожар, охвативший здание Universal Studios Hollywood, принадлежавшее Universal Music Group, полностью уничтожил его. В 2019 году было подтверждено, что весь исходный каталог Hole, а также музыка сотен других исполнителей были полностью утеряны, что означает, что теперь переиздания и ремастеринги маловероятны. Кортни Лав и группа были одними из исполнителей, которые подали в суд на UMG на возмещение ущерба; однако 16 августа 2019 года группа была исключена из этого судебного иска, поскольку в него были внесены поправки «на основании утверждений UMG о том, что ни одна из первоначальных мастер-лент Hole не была уничтожена (подлежит подтверждению)».

## Участники
- Кортни Лав — ведущий вокал, ритм-гитара (1989—2002, 2009—2012)
- Эрик Эрландсон — соло-гитара (1989—2002, 2012)
- Майк Гейсбреxт — ритм-гитара (1989)
- Лиза Робертс — бас (1989—1990)
- Кэролайн Ру — ударные (1989—1992)
- Джилл Эмери — бас (1991—1992)
- Лесли Харди — бас (1992—1993)
- Кристен Пфафф — бас, бэк-вокал (1993—1994; умерла в 1994)
- Пэтти Шемел — ударные (1992—1998, 2012)
- Мелисса Ауф Дер Маур — бас, бэк-вокал (1994—1999, 2012)
- Саманта Мэлони — ударные (1998—2000)
- Мико Ларкин — соло-гитара (2009—2012)
- Шон Дэйли — бас (2009—2012)
- Стю Фишер — ударные (2009—2011)
- Скотт Липпс — ударные (2011—2012)

Временная шкала

## Дискография
| Дата выхода      | Альбом                                    | Места в чартах | Места в чартах | Места в чартах | Продажи   | Сертификация (США)         |
| Дата выхода      | Альбом                                    | US             | UK             | CAN            | Продажи   | Сертификация (США)         |
| ---------------- | ----------------------------------------- | -------------- | -------------- | -------------- | --------- | -------------------------- |
| 17 сентября 1991 | Pretty On The Inside 1-й студийный альбом | —              | 59             | —              | 400,000   |                            |
| 12 апреля 1994   | Live Through This 2-й студийный альбом    | 52             | 13             | —              | 1,700,000 | Платиновый 26 апреля 1995  |
| 8 сентября 1995  | Ask For It EP                             | 172            | —              | —              | 138,000   |                            |
| 28 октября 1997  | My Body, the Hand Grenade Сборник         | —              | —              | —              |           |                            |
| 26 августа 1997  | The First Session EP                      | —              | —              | —              |           |                            |
| 8 сентября 1998  | Celebrity Skin 3-й студийный альбом       | 9              | 11             | 3              | 1,500,000 | Платиновый 21 декабря 1998 |
| 26 апреля 2010   | Nobody's Daughter 4-й студийный альбом    |                |                |                |           |                            |

## Видеография
| Год  | Название                          | Альбом                             |
| ---- | --------------------------------- | ---------------------------------- |
| 1992 | «Garbadge Man»                    | Pretty On The Inside               |
| 1994 | «Miss World»                      | Live Through This                  |
| 1994 | «Doll Parts»                      |                                    |
| 1995 | «Violet»                          |                                    |
| 1995 | «Softer, Softest» (MTV Unplugged) |                                    |
| 1996 | «Gold Dust Woman»                 | Ворон 2: Город Ангелов (саундтрек) |
| 1998 | «Celebrity Skin»                  | Celebrity Skin                     |
| 1998 | «Malibu»                          |                                    |
| 1999 | «Awful»                           |                                    |
| 2000 | «Be a Man»                        | Каждое воскресенье (саундтрек)     |